# Podolestinae
Podolestinae – podrodzina ważek z rodziny Argiolestidae.
Dorosłe samce tych ważek cechuje podłużne mikrorowkowanie osłonki liguli genitalnej. Ponadto samce z rodzajów Neurolestes, Podolestes i prawdopodobnie też Nesolestes mają wyraźnie rozszerzony bocznie trzeci segment liguli genitalnej. Samice z rodzajów Allolestes i Nesolestes oraz z gatunku Podolestes harrissoni mają długie pokładełko, sięgające za przysadki dalej niż o długość dziesiątego segmentu odwłoka. Przedstawiciele tej podrodziny występują w środkowo-zachodniej Afryce, na Madagaskarze, Komorach, Seszelach, w kontynentalnej Azji Południowo-Wschodniej oraz na Borneo, Sumatrze i chińskiej wyspie Hajnan.
Należą tu 4 rodzaje:
- Allolestes Selys, 1869 – jedynym przedstawicielem jest Allolestes maclachlanii[3]
- Nesolestes Selys, 1891
- Neurolestes Selys, 1882
- Podolestes Selys, 1862